# Le Gala de noces
Le Gala de noces (titre original : The Wedding Gig) est une nouvelle de Stephen King parue en 1985 dans le recueil de nouvelles Brume. Elle est parue initialement en 1980 dans le mensuel américain Ellery Queen's Mystery Magazine.

## Résumé
L'histoire se déroule en 1927, pendant la Prohibition, à Chicago. Le narrateur, un musicien de jazz, est abordé après un concert par Mike Scollay, un petit racketteur ambitieux. Scollay demande au narrateur et à son groupe de jouer pour le mariage de sa sœur Maureen. Il le prévient également de ne surtout pas se moquer de l'obésité de sa sœur. Lors du mariage, Maureen et son mari Rico forment un couple particulièrement mal assorti, la mariée étant trois fois plus grosse que son époux. Néanmoins, la réception se passe bien jusqu'à ce qu'un homme de main du « Grec », un rival de Scollay, vienne provoque ce dernier en se moquant de sa sœur. Fou de rage, Scollay tombe dans le piège qui lui a été tendu et se fait abattre dans la rue.
Le narrateur explique ensuite que Maureen a repris l’organisation de son frère et a transformé son petit business en vaste empire criminel. Elle se venge du Grec en le tuant d'une manière particulièrement atroce, puis meurt d'une crise cardiaque en 1933. Son mari, incapable de conserver intact son empire, est arrêté l'année suivante. 

## Genèse
La nouvelle a été publiée initialement dans le numéro 5 (Vol. 76) de décembre 1980 du mensuel américain Ellery Queen's Mystery Magazine. Elle est ensuite parue dans le recueil Brume.